# José Luis Rubio
José Luis Rubio Camargo (* 17. Oktober 1996 in Guasave, Sinaloa) ist ein mexikanischer Beachvolleyballspieler.

## Karriere
Rubio spielt seit 2014 mit seinem Partner Josué Gaxiola Beachvolleyball. Bis 2019 starteten Gaxiola/Rubio fast ausschließlich auf kontinentalen NORCECA-Turnieren. 2016 wurden sie in Luzern U21-Vizeweltmeister. Seit Ende 2019 starten die beiden Mexikaner auch auf der FIVB World Tour, bei der sie im März 2020 beim 4-Sterne-Turnier in Doha Platz zwei erreichten. Durch den Sieg im Continental Cup im heimischen Colima qualifizierten sie sich für die Olympischen Spiele 2021 in Tokio. Hier erreichten sie als Dritte ihrer Vorrundengruppe das Achtelfinale, in dem sie gegen die Brasilianer Alison/Álvaro Filho ausschieden. Letzter Wettbewerb der beiden war das Elite 16 in Rosarito in ihrem Heimatland im März 2022. Dort belegten sie sieglos aber mit einem Satzgewinn den geteilten dreizehnten Rang.